# Suma Oriental
Suma Oriental (pełny tytuł: Suma Oriental que trata do Mar Roxo até aos Chins) – pierwszy europejski traktat opisujący Archipelag Malajski autorstwa Tomé Piresa. Napisany w 1515 roku w Malakce zawiera informacje o geografii, historii, ekonomii i botanice Malezji, Jawie, Sumatrze i innych regionach Pacyfiku, które zwiedził autor. Prawdopodobnie była pisana w celu przedstawienia dla króla Manuela I Szczęśliwego raportu z nowo odkrytych terenów. Praca Tomé Piresa jest ważnym źródłem do badań obecności Islamu na tych terenach.
Suma Oriental długo pozostała niewydana i uważano ją za zaginioną do roku 1944, kiedy to odnalazł i opublikował ją Armando Cortesão.